# Slavija (země)
as-Slavia, Slavija apod. (arabsky صلاوية‎ Ṣ(a)lāwiya) je (vedle Kujabska a Artánie) jeden ze tří východoslovanských protostátních kmenových oblastí zmiňovaných v arabských pramenech (Al-Gajhání a Ibn Haukal). Tato území se rozkládala v oblastech pozdější Rusi v době před příchodem Varjagů.
Slavija byla zřejmě přibližně totožná s oblastí okolo Velikého Novgorodu, které později ovládl Rurik.